# Rodrigo Lopresti
Rodrigo Lopresti (6 de septiembre de 1976) es un actor y músico argentino-estadounidense.

## Vida privada
Lopresti nació en Buenos Aires, Argentina; es el segundo de dos hermanos. Creció en Miami, Florida. En 1995 se graduó en la Miami Beach Senior High.

## Carrera
En 1994 comenzó a cantar y tocar la guitarra en la banda punk Garlands Room. Dos años después lanzó un álbum bajo el nombre de The Hermitt. Junto a The Hermitt apareció en la película Last Days.
Comenzó su carrera haciendo un breve papel en la película Dark Voices (2001), y desde entonces ha aparecido en varias series de televisión, cortometrajes y anuncios publicitarios. En el cine ha trabajado en películas como Bringing Rain (2003), Delirious (2006), The Missing Person (2008) y The Imperialists Are Still Alive! (2010). En 2006 ganó el premio al mejor cortometraje en el Charlotte Film Festival por Lucia, corto que dirigió y protagonizó.
En 2011 coescribió, codirigió y protagonizó I'm Not Me, su primer largometraje como director. I'm Not Me fue seleccionada como parte del festival Gotham in Progress.